# Schloss Allner

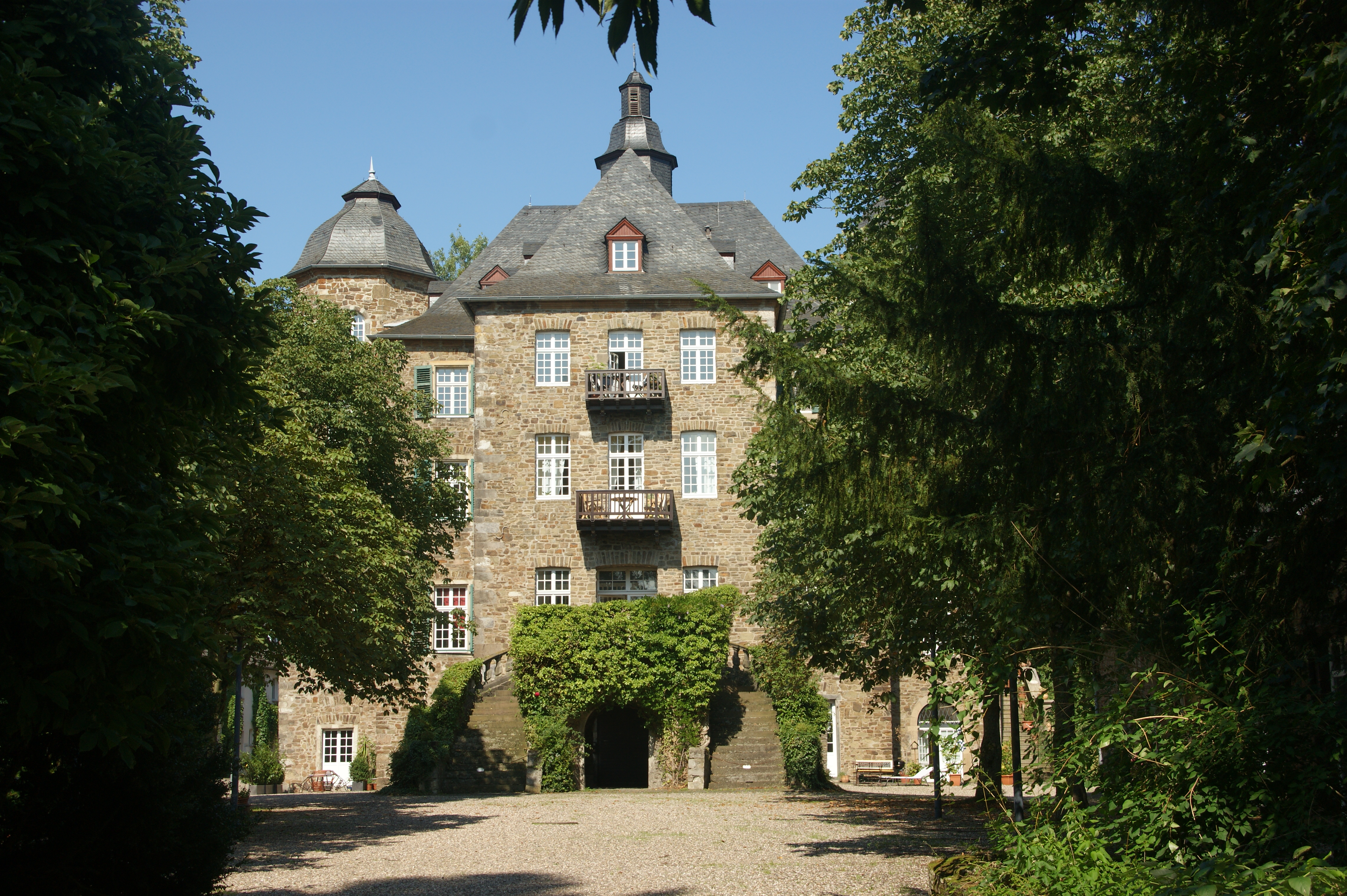
Schloss Allner

Schloss Allner liegt im Hennefer Stadtteil Allner am Südhang der Nutscheid und oberhalb des Siegufers.

## Geschichte
1420 wird die im Besitz des Adeligen Arnold von Merkelsbach, Lehnsmann des Stifts Vilich und ab 1421 Amtmann des bergischen Amtes Blankenberg, befindliche Wasserburg erstmals urkundlich erwähnt; dieser nennt sich hierin erstmals mit dem Namenszusatz „genannt von Allner“.
1557 ging der Besitz durch Heirat an Wallraff Scheiffart von Merode, genannt von Kühlseggen, der entsprechend ebenfalls die Amtmannstelle in Blankenberg besetzte. Um 1650 vergrößerte Bertram Scheiffart von Merode den Kernbau des Rittersitzes und begann den Umbau von der Wasserburg zum Schloss. Ende des 17. Jahrhunderts fiel der Besitz durch Heirat an die Spies von Büllesheim. Durch einen verlorenen Lehensstreit vor dem Reichskammergericht mussten Ende des 18. Jahrhunderts das Schloss und auch Burg Merten und selbst Schloss Schönstein schließlich an Franz Ludwig von Hatzfeldt herausgegeben werden. Dieser verbrachte jedes Jahr mehrere Monate in Allner.
Sein Schwiegersohn Maximilian von Loë folgte ihm als Besitzer der Schlossanlage. Der spätere preußische Generalfeldmarschall Walter von Loë wurde am 9. September 1828 auf Schloss Allner geboren. 1837 bis 1848 war Maximilian von Loë Landrat des Kreises Siegburg und machte Schloss Allner zum Sitz des Landratsamtes. Nach seinem Tod verließen die Erben 1850 das Schloss, das nun leerstand.
1870 kaufte der Düsseldorfer Augenarzt Albert Mooren das Schloss und ließ es 1875 durch den Franziskanerbruder Paschalis Gratze im gotischen Stil umbauen. 1883 wurde es an den Industriellen Philipp Heinrich Cockerill verkauft, dessen Tochter das Schloss mit ihrem Ehemann, dem Schriftsteller Graf Alfred Adelmann von Adelmannsfelden bezog. Durch Heirat kam der Besitz nachfolgend in den Besitz der Familien Pagenstecher und Horstmann. Letztere ließen es von 1953 bis 1973 durch die Caritas als Kinderheim nutzen.
Nach jahrelangem Leerstand, der mit Verwüstungen und Plünderungen auch der Inneneinrichtung einherging, und weiteren Besitzerwechseln wurde die Schlossanlage 1984 von dem Kunstschaffenden Franz E.Schilke erworben und es wurden auf dem weitläufigen Areal (Straßenname: „Im Schlosspark“) außerhalb der Schlossmauern im Rahmen eines Bauherrenmodells  Eigentumswohnungen errichtet. Die Schlossanlage selbst samt Schlossgarten und -park befindet sich versteckt hinter hohen Mauern und kann nicht besichtigt werden. Das Haupthaus sowie mehrere Nebengebäude wurden ab 1986 zu zahlreichen Eigentumswohnungen umgebaut.
2010 wurde im Rahmen der Regionale 2010 ein Steg zum erhaltenen Mühlrad der Schlossmühle gebaut.

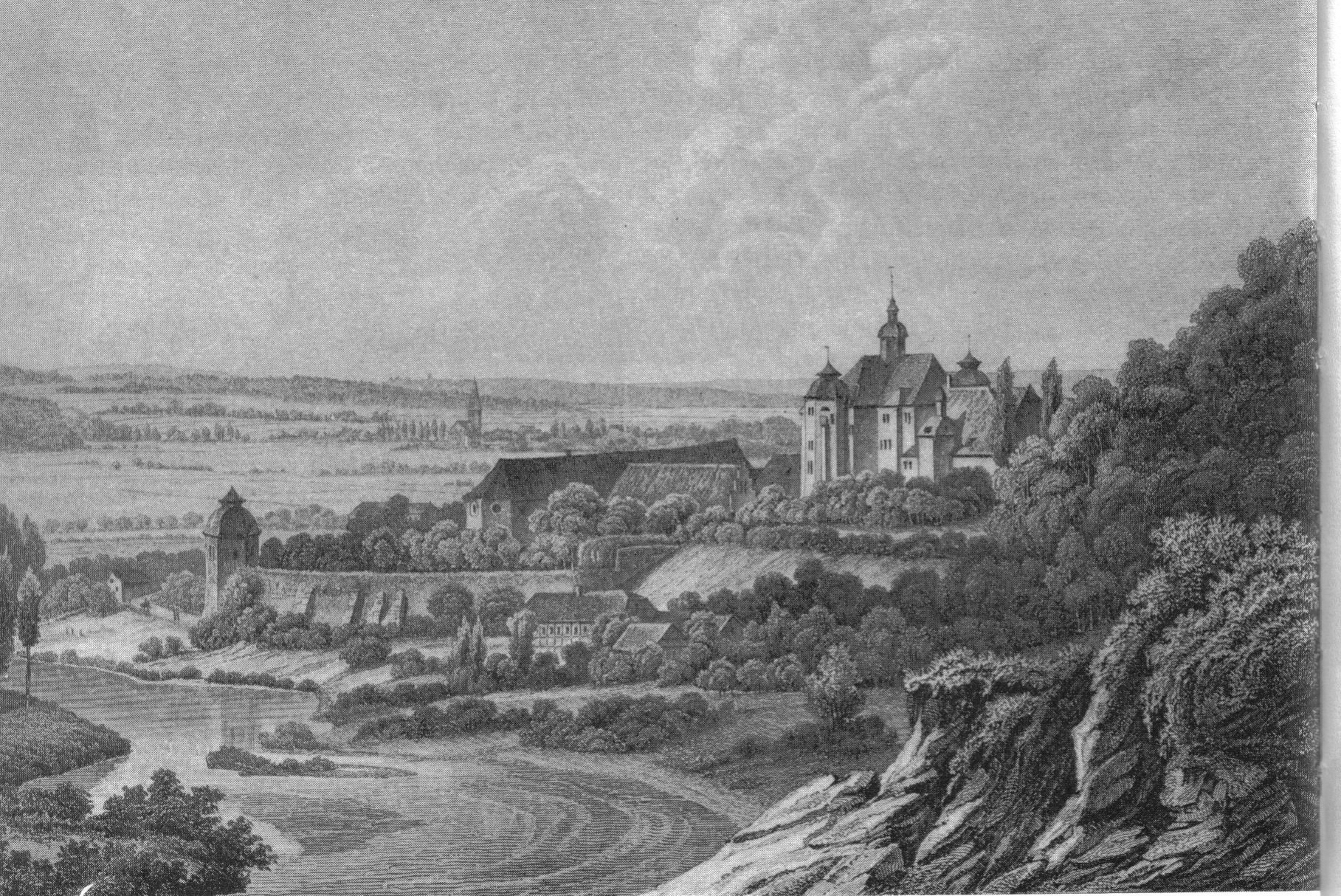
Schloss Allner nach einer Zeichnung von Christian Hohe 1851
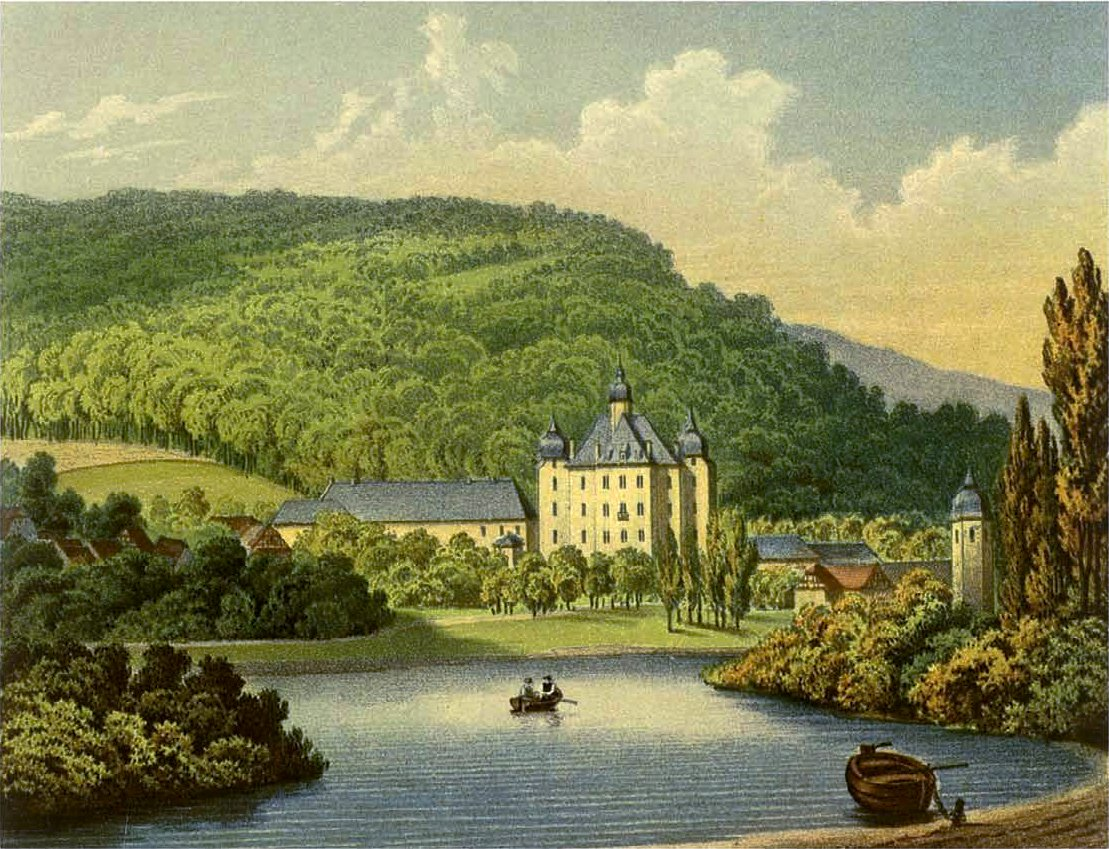
Schloss Allner  um 1860, Sammlung Alexander Duncker
Die Landesstraße 352 an der Schlossmauer (um 1900)
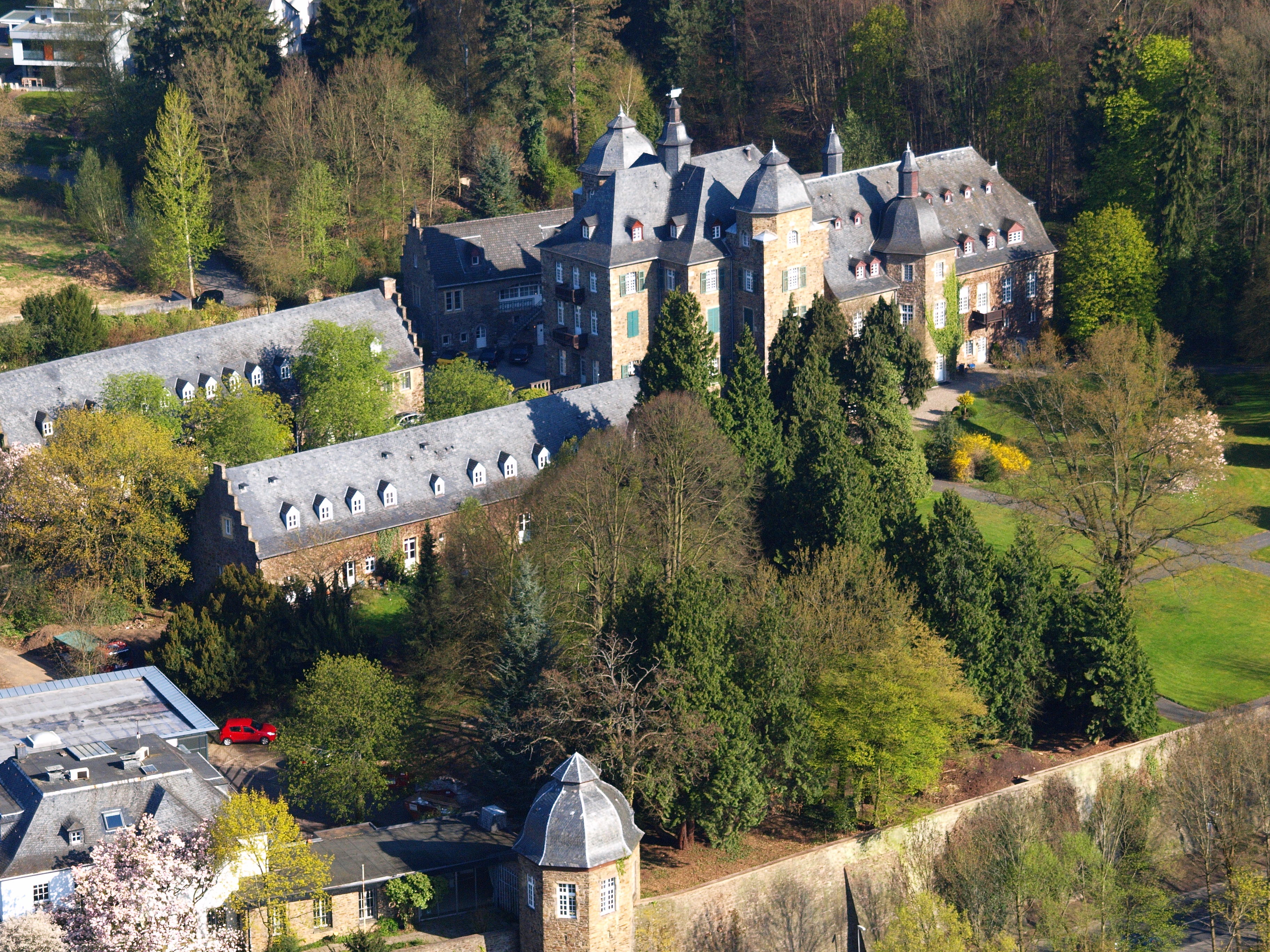
Schloss Allner aus südlicher Richtung
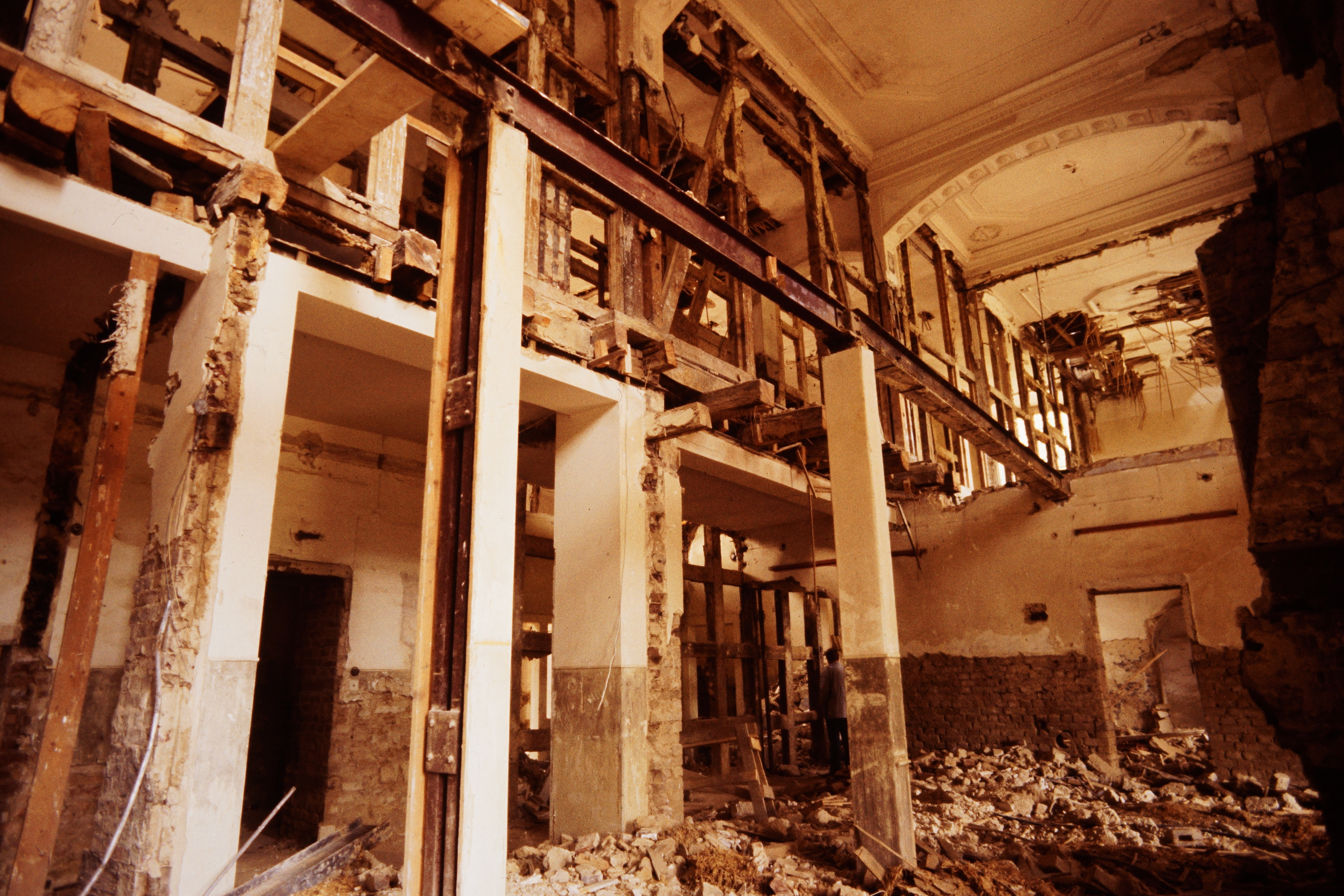
Mai 1986: Innenansicht während der Umbauarbeiten zu Eigentumswohnungen